# Dziad kapuściany
Dziad kapuściany, inna nazwa łazanki z kapustą kiszoną, poszatkowana kapusta kiszona połączona z łazankami i okraszona skwarkami ze słoniny. Regionalna potrawa wigilijna i codzienna.

## Tradycja
Potrawy m.in. z kapusty kiszonej dawniej były na polskiej wsi bardzo popularne a tradycja ich przygotowywania przetrwała do czasów współczesnych. Jedną z potraw w lokalnej tradycji kulinarnej gminy Andrespol przygotowywaną na bazie kiszonej kapusty, jest dziad kapuściany. Jest to potrawa składająca się z ugotowanej kiszonej kapusty połączonej z łazankami. Dziad kapuściany jest obowiązkową potrawą przygotowywaną podczas wieczerzy wigilijnej. Na co dzień podawany jest jako danie osobne, lub jako dodatek do dań mięsnych.

## Przygotowanie
Kapusta zostaje wypłukania, najlepiej dwukrotnie, aby nie była zbyt kwaśna. Następnie kapusta wkładana jest do garnka, zalewana zimną wodą i doprowadzana do wrzenia. Po wstępnym odgotowaniu odlewana jest woda i ponownie uzupełniana, tak aby kapusta była cała w wodzie. Dodawane są przyprawy liść laurowy i ziele angielskie. Kapusta gotowana jest do momentu aż będzie miękka – około 1,5 do 2 godzin. W czasie kiedy kapusta się gotuje, przesmażane są skwarki, cebula, oraz zostaje ugotowany makaron – łazanki. Ugotowana kapusta łączona jest z łazankami, skwarkami i cebulą. Całość doprawiana jest solą i pieprzem i dokładnie mieszana.
Potrawa w dniu 4 listopada 2016, została wpisana na polską listę wyrobów tradycyjnych w kategorii gotowe dania i potrawy w woj. łódzkim.

## Inne wersje
Łazanki (makaron), prawdopodobnie dotarły do Polski w XVI wieku za sprawą Bony Sforzy, która przywiozła wiele włoskich produktów, w szczególności warzywa i makaron.

“Właśnie w XVI w. zarysowuje się dwoistość polskiej kuchni... Bona nie zaakceptowała obfitej i tłustej kuchni polskiej, opartej głównie na mięsie, ubogiej – w porównaniu z jej rodzimą – w warzywa. Gotowaniem na dworze zajęli się kucharze włoscy, co nie spotkało się z powszechną aprobatą...”

Prawie dwieście lat temu łazanki z kapustą przyrządzano nieco inaczej. Zamiast mieszania makaronu z dodatkami, łazanki układano warstwami naprzemiennie – tak jak lasagne. Na początku XX wieku, Maria Ochorowicz-Monatowa w Uniwersalnej książce kucharskiej, podawała przepisy na łazanki z kapustą bliższe współczesnym.
W polskiej kuchni regionalnej, przy różnych okazjach obecnie są przyrządzane też łazanki z kapustą słodką i różnymi dodatkami m.in. z grzybami, szynką, boczkiem, kiełbasą.

### Słowacja
Strapaczki (kluski, haluszki z kiszoną kapustą). Istnieje kilka odmian tego przepisu, w niektórych można znaleźć dodatek boczku lub kiełbasy, inne to wersje wegetariańskie bez mięsa. Przygotowywane głównie na wschodzie Słowacji.

### Litwa
Łazanki z sosem z wędzonego boczku i olejem koperkowym z Wilna, danie nawiązujące do gastronomicznej historii Rzeczypospolitej Obojga Narodów.

### Chorwacja
Łazanki z kapustą (chorw. krpice sa zeljem), są jednym z dań tradycyjnej kuchni domowej w kontynentalnej części Chorwacji, znane również jako flekice s kupusom, albo krautflekrle. Są daniem które przyrządzane jest jako dodatek do pieczeni mięsnej, ale na stołach w gospodarstwach wiejskich bywa również w roli dania głównego. Danie pochodzi z kuchni austro-węgierskiej, jako mieszanka grubszego makaronu i słodkiej kapusty zasmażanej.